# Jordan Pepper
Jordan Lee Pepper, född den 31 juli 1996 i Edenvale, Gauteng, är en sydafrikansk racerförare.